# Campionato oceaniano femminile di pallacanestro 1985
Il 4º Campionato Oceaniano Femminile di Pallacanestro FIBA (noto anche come FIBA Oceania Championship for Women 1985) si è svolto dal 12 al 15 settembre 1985 in Australia.
I Campionati oceaniani femminili di pallacanestro sono una manifestazione biennale tra le squadre nazionali femminili del continente, organizzata dalla FIBA Oceania.

## Squadre partecipanti
- Australia
- Nuova Zelanda

## Gare
|  | Finale        |               |    |    |     |  |
|  |               |               |    |    |     |  |
|  | Australia     | Australia     | 63 | 62 | 125 |  |
|  | Nuova Zelanda | Nuova Zelanda | 36 | 43 | 79  |  |

| Melbourne | Australia | 63 – 36 (32-21) | Nuova Zelanda |  |

| Melbourne | Australia | 62 – 43 (31-25) | Nuova Zelanda |  |

## Campione
Australia
(4º titolo)

## Classifica finale
| Posizione | Squadra       | Vinte/Perse |
| --------- | ------------- | ----------- |
| Oro       | Australia     | 2–0         |
| Argento   | Nuova Zelanda | 0-2         |